# سوسان
سوسان (به انگلیسی: Suosan) یک ترکیب شیمیایی با شناسه پاب‌کم ۸۸۰۳ است.